# Maeda Rjóicsi
Maeda Rjóicsi (Kóbe, 1981. október 9. –) japán válogatott labdarúgó.
A japán válogatott tagjaként részt vett a 2011-es Ázsia-kupán.

## Statisztika
| Japán válogatott | Japán válogatott | Japán válogatott |
| Időszak          | Mérk.            | gól              |
| ---------------- | ---------------- | ---------------- |
| 2007             | 2                | 1                |
| 2008             | 1                | 1                |
| 2009             | 2                | 0                |
| 2010             | 2                | 0                |
| 2011             | 9                | 4                |
| 2012             | 8                | 4                |
| 2013             | 9                | 0                |
| Összesen         | 33               | 10               |